# Pietro Paolini

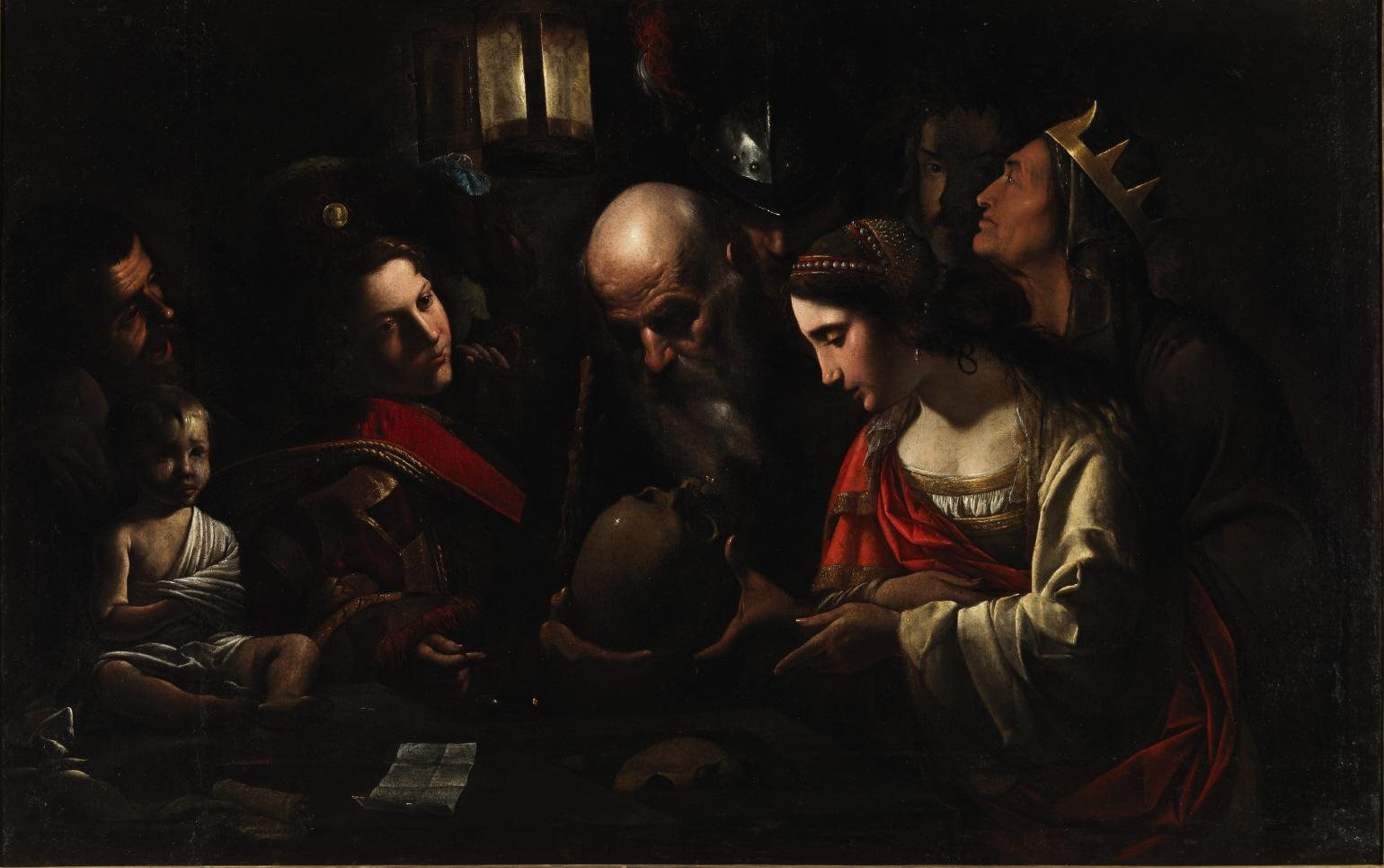
Alegoría de la Muerte, óleo sobre lienzo, 114,50 x 177 cm, Madrid, Museo Cerralbo.

Pietro Paolini (Lucca, 3 de junio de 1603-12 de abril de 1681), llamado il Lucchese, fue un pintor barroco italiano, seguidor de Caravaggio. Trabajó en Roma, Venecia y finalmente en su Lucca natal donde fundó una Academia en la que se formó la siguiente generación de pintores de Lucca.

## Biografía y obra
Nacido en Lucca, su padre lo envió en 1619 a Roma a estudiar con el caravaggista y célebre falsificador Angelo Caroselli. A su lado entró en contacto con la pintura de Caravaggio y sus inmediatos seguidores, influido en especial por Bartolomeo Manfredi, pero tuvo también la oportunidad de estudiar otras escuelas, como la boloñesa o la florentina. En 1628 viajó a Venecia para profundizar en el estudio de la pintura véneta, pero la muerte de su padre le obligó a retornar a Lucca, donde la peste de 1630 se llevó también a su madre. Establecido definitivamente en Lucca, en 1652 fundó la "Accademia del naturale", centrada en el estudio y representación de la naturaleza, a la que asistieron artistas como Antonio Franchi o Girolamo Scaglia.
Su obra es rica y variada, fuertemente influida por la corriente caravaggista en sus lienzos del periodo romano como la Alegoría de los cinco sentidos del Walters Art Museum, el Concierto báquico (Dallas Museum of Art), o la Alegoría de la Muerte del Museo Cerralbo (Madrid), que en el pasado estuvo atribuida al mismo Caravaggio. Tras su paso por Venecia, atraído especialmente por el Veronés, buscó introducir efectos atmosféricos en su pintura, tal como se encuentra en algunas de sus obras posteriores, principalmente religiosas, como los Desposorios místicos de santa Catalina de Alejandría de la Galleria Nazionale d'Arte Antica de Roma, sin renunciar al naturalismo que se hace presente en el Nacimiento del Bautista de Villa Guinigi (Lucca) o en los pequeños cuadros de gabinete con asuntos como El pollero conservado en la misma villa de su Lucca natal.